# Fortí de Sant Jordi
El Fortí de Sant Jordi és un baluard construït pels anglesos en el context de la Guerra de Successió, per tal de defensar la línia costanera en la zona de la platja del Miracle. És declarat Bé Cultural d'Interès Nacional.

## Descripció
Fortificació costanera de planta trapezoïdal pràcticament reduïda a les seves muralles. Està construïda amb pedra i argamassa. Els murs són atalussats i gruixuts, de pedra picada a la porta, la cornisa d'entrega de l'escarpa i les cantonades.
Aquesta fortificació o línia avançada de fortificacions, erigida amb forma atalussada i feta amb pedra i argamassa i destinada a la col·locació de peces d'artilleria, també s'anomena segona línia. Com la primera línia, del segle xvi, unia els diferents baluards.

## Història
A inicis del segle xviii es portà a terme una remodelació del sistema general de fortificacions de Tarragona. La remodelació fou dirigida pels anglesos i austríacs en el marc de la Guerra de Successió.
El seu objectiu primordial fou la remodelació de la falsa braga i la creació d'un circuit exterior continu de fortificacions que protegís tot l'arc nord-oriental de la ciutat. Es tractava d'una successió de fortins avançats amb terraplens, camins oberts i tot el que conforma una fortificació moderna.
La construcció d'aquestes fortificacions nord-orientals, unides a les que poc abans s'havien començat a erigir per l'oest i pel sud, acabava per formar un heterogeni cinturó fortificat que encerclava tota la banda terrestre de la ciutat.
Durant el segle xix fou utilitzat sobretot en el setge i defensa de Tarragona durant la Guerra del Francès (1811).